# 星暴星系

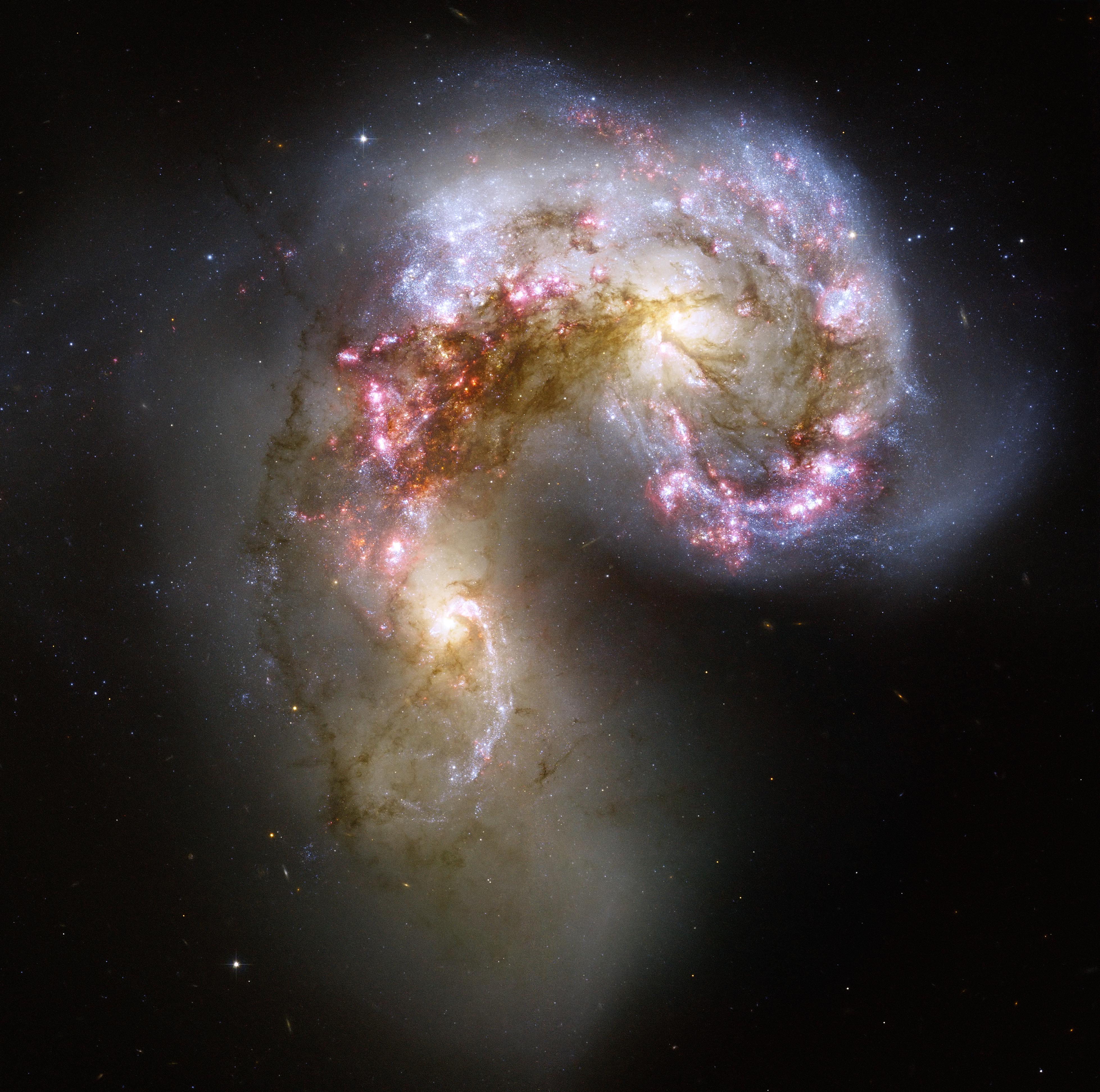
由NGC 4038/NGC 4039互撞形成的觸鬚星系是星暴星系的例子。圖片來源：NASA／ESA。

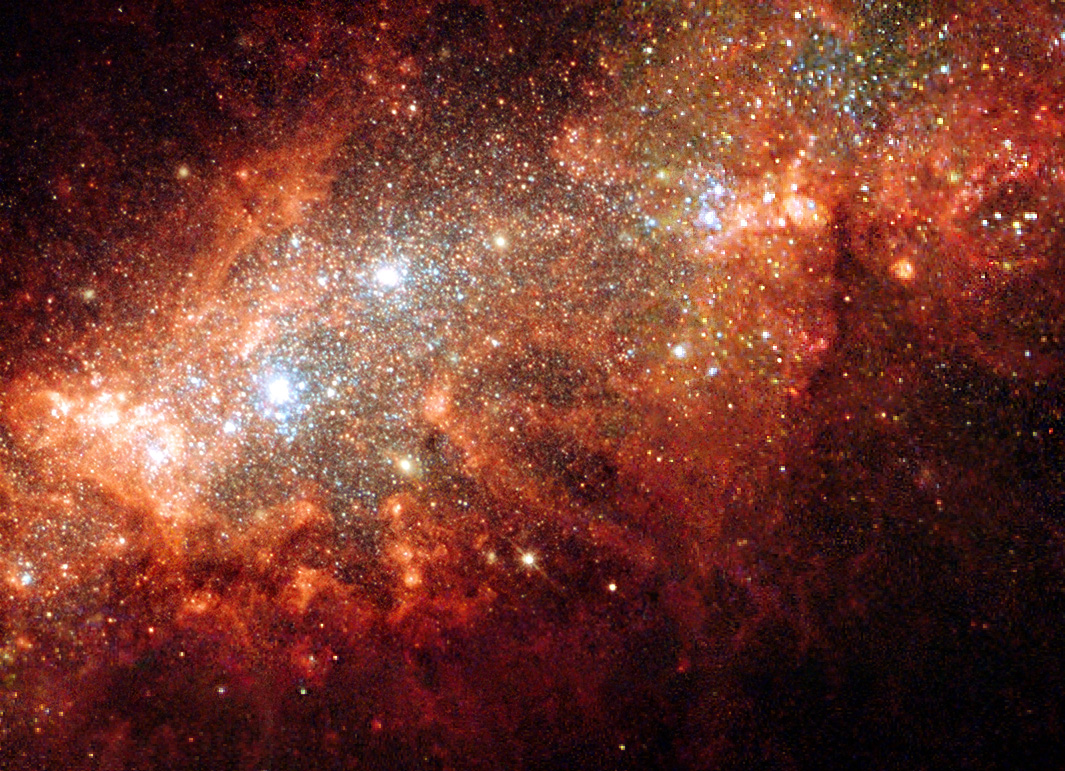
哈伯太空望遠鏡拍攝到在鄰近的NGC 1569（阿普 210）核心區域的星爆活動。

星爆星系（英語：starburst galaxy）是在比較星系的恆星形成速率時，其形成速率比大多數的星系都要高出許多的一種星系。通常在兩個星系過度靠近或發生碰撞之際，會有爆發性的恆星形成。在這種星系中，恆星形成的速率是很驚人的，如果要持續這種速率，要供應恆星形成所儲存的氣體，在遠短於星系的動力生命期內就會耗盡。基於這個原因，星爆過程被假設為短暫時期的現象，最出名的星爆星系是M82、NGC 4038/NGC 4039和IC 10。

## 星爆的定義
星爆星系有幾種不同的定義存在，但是沒有一個是嚴謹到足以讓所有的天文學家都能接受。然而，許多學者都同意定義必須與下面這三個要件有所關聯：
1. 星系目前將氣體轉化成恆星的速率（恆星形成率，SFR）。
2. 可以用於形成恆星的氣體數量。
3. 是以星系的年齡或自轉週期做為比較的時標。

常用的定義包括：
- 現行的SFR與持續的恆星形成，將在遠短於宇宙年齡（哈伯時間）的時間內耗盡可用於形成恆星的氣體。這有時是指"真實"的星爆
- 現行的SFR與持續的恆星形成，將在遠短於星系動力生命期（或是碟狀星系的一個自轉週期）的時間內耗盡可用於形成恆星的氣體。
- 現行的SFR，經過歸算之後遠大於整體一致平均的SFR。這個比率會參考到恆星的出生率參數

### 星爆的觸發機制
基本上要引發星爆，必須要在很小的體積內集中大量低溫的氣體。雖然確實的機制還未能充分的了解，但這樣的集中和擾動被強烈的懷疑只能在大範圍的，整個星系合併的狀態下才能發生。
長久以來的巡天觀測顯示，有碟狀的星爆星系通常都是成對的交互作用或合併的星系，它也顯示即使在目前沒有實際合併的星系之間的交互作用，也會觸發不穩定的轉動模式，像是不穩定的短棒，會造成氣體向核心匯集，在接近星系核心的部份引起星爆。

### 星爆的形式
因為星爆星系本身已經是一種特殊的星系，因此要具體的區分出星爆的類型是很不容易的。星暴可以發生在碟狀星系，和不規則星系中經常出現和散佈在不規則星系內的節點。然而，還是有幾種不同類形的星暴在星系天文學家的研究下被區分出來：
- 藍緻密星系 (BCGs)： 這些星系通常是低質量、低金屬量和無塵埃的天體。因為它們沒有塵埃和擁有大量高溫、年輕的恆星，因此在光學上通常呈現藍和紫外的顏色。起初，為了解釋低金屬量的性質，這些藍緻密星系被認為是真正年輕的星系，還在形成第一代恆星的過程中。但是在藍緻密星系內發現許多老年的星族，並且高效率的混合也能解釋塵埃的缺乏和低金屬量的現象。多數的藍緻密星系被認為是近期合併和（或）交互作用展現出的特性。被仔細研究過的BCG有 IZw18（已知金屬量最低的星系）、ESO338-IG04和Haro11。
- 極亮紅外星系 (ULIRGs)：這些星系通常是有非常多塵埃的天體，因此，紫外線輻射被遮蔽使得恆星的光度變得黯淡，但是在波長100毫米附近以紅外線的形式被吸收和再輻射，這解釋了極亮紅外星系特別紅的原因。雖然不能肯定紫外線輻射純粹都是由恆星形成引起的，並且有些天文學家相信極亮紅外星系提供了活躍星系核(AGN) 的動力（至少是一部分）。X射線的觀測能夠貫穿極亮紅外星系厚重的塵埃，認為許多星暴星系都是雙核心的系統。藉由這樣的支持，由星系合併觸發了星爆，為極亮紅外星系提供了主要動力來源的假說。已經被詳細研究的極亮紅外星系包括阿普 220。
- 沃夫－瑞葉星星系：星系的成員有一大部分都是明亮的沃夫-瑞葉星。

### 星暴的要素（成因）
首先，星暴需要有大量可以形成恆星的氣體，爆炸也許是因為與另一個星系接近或遭遇而被觸發（像是M81/M82），或是與其它的星系碰撞（像觸鬚星系），或是其他的程序使物質受力而進入星系的核心（像是星棒）。
在星暴的內部是一種極端的環境。大量的氣體聚集意味著大質量恆星的形成，年輕、炙熱的恆星造成氣體的游離（許多環繞著恆星的氫將形成電離氫區。炙熱的恆星組成的集團稱為OB星協，這些恆星的燃燒非常快也非常明亮，並且很就會發展成為超新星，爆炸然後進入恆星生命的終點。
在超新星爆炸之後，拋射出的物質膨脹並形成超新星殘骸。這些殘骸與周圍星爆（星際介質）的環境互動，可以成為天然的邁射。
研究鄰近的星暴星系能夠協助我們推斷星系形成與發展的歷史。有許多非常遙遠的星系看起來都像是星暴星系，例如在哈伯深空有許多都是星暴星系，但是因為太遙遠而無法做任何詳細的研究。研究附近的例子和探索他們的特徵，而當我們看見這些來自遙遠的星光，是來自更加年輕的宇宙，可能可以讓我們推想出宇宙早期發生的事情（參見紅移）。很不幸的，在我們鄰近的宇宙中星暴星系似乎非常罕見，而距離越遠越為普通 － 表示他們多數都出現在數十億年前。所有的星系都比現在要接近，因此彼此之間的重力也比較能相互影響。在膨脹的宇宙中演變與發展的星系，越頻繁的遭遇越能造成更多星系的星暴。

## 著名的星暴星系
M82是典型的星暴星系，它大量的恆星形成歸因於與鄰近的螺旋星系M81遭遇。由無線電望遠鏡描繪的圖顯示出兩個星系有大區域的接觸 streams of neutral hydrogen （页面存档备份，存于），這也是遭遇的結果。M82的中央地區的電波觀測圖也顯示有大量年輕的超新星殘骸，這些都是星爆創造出來的質量較大的恆星結束生命之後留下來的。觸鬚星系是另一個著名的星爆系統，在1997年釋出的影像哈伯影像 （页面存档备份，存于）令人震驚。